# HMS Unshaken (P54)
Le HMS Unshaken (Pennant number: P54) est un sous-marin de la classe Umpire ou Classe U  de la Royal Navy. Il a été construit en 1941 par Vickers-Armstrongs à Barrow-in-Furness (Angleterre).

## Conception et description
Le Unshaken fait partie du troisième groupe de sous-marins de classe U qui a été légèrement élargi et amélioré par rapport au deuxième groupe précédent de la classe U. Les sous-marins avaient une longueur totale de 60 mètres et déplaçaient 549 t en surface et 742 t en immersion. Les sous-marins de la classe U avaient un équipage de 31 officiers et matelots.
Le Unshaken était propulsé en surface par deux moteurs diesel Davey-Paxman fournissant un total de 615 chevaux-vapeur (459 kW) et, lorsqu'il était immergé, par deux moteurs électriques General Electric d'une puissance totale de 825 chevaux-vapeur (615 kW) par l'intermédiaire de deux arbres d'hélice. La vitesse maximale était de 14,25 nœuds (26,39 km/h) en surface et de 9 nœuds (17 km/h) sous l'eau.
Le Unshaken était armé de quatre tubes lance-torpilles de 21 pouces (533 mm) à l'avant et transportait également quatre recharges pour un grand total de huit torpilles. Le sous-marin était également équipé d'un canon de pont de 3 pouces (76 mm).

## Carrière
Le HMS Unshaken a été commandé le 23 août 1940 à Vickers-Armstrong à Barrow-in-Furness dans le cadre du programme de construction navale de 1940. Sa quille a été posée le 17 février 1942, lancé le 17 février 1942 et mis en service le 21 mai 1942
Après une période d'opération au large des côtes norvégiennes, le Unshaken a passé la plus grande partie de sa carrière de guerre en Méditerranée. Le 5 juillet 1942, alors qu'il se trouvait dans les eaux du nord, le Unshaken a signalé par radio qu'il avait repéré et décrit avec précision une force allemande lourde - comprenant le Tirpitz, l'Admiral Scheer et l'Admiral Hipper - en mer, à la poursuite du malheureux convoi PQ 17 au large du nord de la Norvège. Ayant entendu les rapports de ces observations alliées (également faites par le sous-marin russe K-21 et un hydravion de patrouille Catalina) par les services de renseignement, l'amiral allemand Raeder a annulé la sortie, ordonnant à la flotte de surface de rentrer au port et a laissé la Luftwaffe et les U-boote attaquer le convoi. Le convoi a perdu 24 navires sur 40, mais cela aurait pu être encore pire pour le convoi si la force lourde était restée en mer.
Le Unshaken a également coulé le marchand allemand Georg L.M. Russ au large de la Norvège méridionale, avant d'être réaffecté en Méditerranée à la fin de 1942.
Pendant son service en Méditerranée, il a coulé les navires marchands italiens Foggia et Pomo (l'ancien yougoslave Nico Matkovic), le torpilleur italien Climene, le voilier italien Giovanni G., le patrouilleur auxiliaire italien No 265/Cesena, et le transport de troupes italien Asmara. Il a également endommagé le pétrolier italien Dora C.. Il a lancé des attaques infructueuses contre le navire marchand français Oasis, les navires marchands italiens Pomo, Nina et Campania, et le navire français de passagers et de marchandises Cap Corse. Il a échappé de justesse à l'attaque de quatre torpilles lancées par le sous-marin polonais ORP Dzik. Les Polonais pensaient attaquer un sous-marin ennemi, mais heureusement, les torpilles ont manqué leur cible.
Le Unshaken a capturé le sous-marin italien Menolti la nuit où l'Italie a cessé les hostilités et l'a escorté jusqu'à Malte. Le capitaine de corvette Jack Whitton, commandant du Unshaken, a ordonné au sous-marin de faire surface après que son opérateur d'hydrophone ait signalé des "régimes élevés". Il a alors décidé de monter à bord du navire italien car son pont était encombré de monde et ne pouvait pas plonger rapidement. Un coup de feu du canon de pont à travers l'étrave du sous-marin italien a été suivi d'une salve de retour d'une arme automatique qui a été supprimée par les tirs de mitrailleuses du navire britannique. Le Mentol a alors été accosté sans être ébranlé et le matelot compétent Ronald "Sharky" Ward est monté à bord du navire italien et a sécurisé l'écoutille de la tour de contrôle pour l'empêcher de plonger. Il était armé d'un pistolet, mais à l'insu de "Sharky", il a été déchargé, une enveloppe a été fournie au marin lorsqu'il a reçu ses ordres et le pistolet contenait les balles. Il s'ensuivit un échange verbal vigoureux au cours duquel le capitaine italien voulut se rendre à Brindisi, alors que Whitton insistait sur Malte. La situation semblait pouvoir tourner au vinaigre jusqu'à ce que le pistolet chargé soit pointé vers le commandant italien à une distance d'environ 4 mètres.
Après être revenu dans ses eaux territoriales au milieu de l'année 1944, le Unshaken a coulé le navire marchand allemand Asien au large de Lista en Norvège.
Le Unshaken a survécu à la guerre et a été mis au rebut à Troon en mars 1946.

## Commandant
- Lieutenant (Lt.) Richard Gatehouse (RN) du 12 avril 1942 au 21 juin 1942
- Lieutenant (Lt.) Charles Ernest Oxborrow (RN) du 21 juin 1942 au 25 novembre 1942
- Sub.Lieutenant (S.Lt.) Herbert Patrick Westmacott (RN) du 25 novembre 1942 au 29 novembre 1942
- Lieutenant (Lt.) Jack Whitton (RN) du 29 novembre 1942 à mai 1944
- T/Lieutenant (T/Lt.) Derek John Palmer (RNVR) de mai 1944 au 17 juillet 1944
- Lieutenant (Lt.) Jack Seward Pearce (RNR) du 17 juillet 1944 à juillet 1945
- Lieutenant (Lt.) William Gifford Woollam (RN) du 8 septembre 1945 au ? septembre 1945

RN: Royal Navy - RNR: Royal Naval Reserve - RNVR: Royal Naval Volunteer Reserve